# Верещагина, Дарья Викторовна
Да́рья Ви́кторовна Вереща́гина (бел. Дар’я Віктараўна Верашчагіна; род. 11 ноября 1997, Лида, Гродненская область) — белорусская актриса кино и телевидения. Живёт и работает в России. Наиболее известна главной ролью Алисы Селезнёвой в фильме 2024 года «Сто лет тому вперёд».

## Биография
Дарья родилась 11 ноября 1997 года в городе Лида. В 10-летнем возрасте она увлеклась актёром Джимом Керри и решила стать актрисой, дабы когда-нибудь сняться с ним в одном фильме. Родители были против актёрской карьеры дочери, но Дарья втайне от родственников подала документы в Белорусский государственный университет культуры и искусств и поступила.
Окончив институт, Верещагина решила продолжить образование и переехала сначала в Санкт-Петербург, а после в Москву, где с первой попытки поступила в ГИТИС (режиссёрский факультет) на курс Олега Кудряшова, который окончила в 2022 году. По причине строгости руководителя курса, запрещавшего своим студентам съёмки в кино, в первых своих фильмах Дарья значится под фамилией Рудяк.
Дебютировала на экране в 2018 году в сериале НТВ «Пять минут тишины. Возвращение». С 2021 по 2022 год была приглашённой актрисой Театра на Таганке, а также выступала на сцене независимого театра «Практика».

## Фильмография
| Год  |   | Название                         | Роль                            |
| ---- | - | -------------------------------- | ------------------------------- |
| 2018 | ф | Пять минут тишины. Возвращение   | Вика                            |
| 2023 | ф | Лунатики                         | Катя, беременная девушка Никиты |
| 2023 | с | Секс. До и после                 | веганка                         |
| 2023 | с | Оффлайн-2. Уязвимость обнаружена | кибермошенница                  |
| 2023 | с | Трудные подростки                | Даша                            |
| 2024 | ф | Лгунья                           | Саша                            |
| 2024 | ф | Сто лет тому вперёд              | Алиса Селезнёва                 |
| 2024 | ф | Анна К.                          | Китти                           |
| 2024 | ф | До Луны и обратно                | Алина                           |
| 2024 | ф | Дыши                             | Маша                            |
| 2025 | с | Гостья                           | Марина                          |

## Награды
- 2025 — Лауреат премии Художественного театра от МХТ имени А. П. Чехова в номинации «Кино»[11].